# Munhak Baseball Stadium
O Munhak Baseball Stadium é um estádio de beisebol localizado em Incheon, na Coreia do Sul, foi inaugurado em 2001, tem capacidade para 26.000 espectadores, é a casa do time SK Wyverns da KBO League.